# Lex Aemilia de libertinorum suffragiis
La Lex Aemilia de libertinorum suffragiis (115 a.C.): fu una legge proposta dal console Marco Emilio Scauro. Riguardava il diritto di voto dei liberti e, verosimilmente, ne stabiliva dei limiti. L'anonimo autore del De viris illustribus (Ps.Aur.Vict., Vir.Ill. 72) lascia intendere che abbia contribuito nella produzione della Lex Aemilia sumptuaria.

## Fonti
- Gaio Plinio Secondo, Naturalis historia, VIII, 57;
- Priscian., Inst., IX, 38 (Keil 2, 474)
- Ps.Aur.Vict., Vir.Ill. 72